# ريمون أومان
ريمون أومان (بالألمانية: Raimond Aumann) مواليد 12 أكتوبر 1963 في آوغسبورغ، ألمانيا الغربية، هو لاعب كرة قدم ألماني. يلعب كحارس مرمى. مثّل منتخب ألمانيا لكرة القدم. سبق له أن لعب في كأس العالم لكرة القدم مع منتخب بلاده.

## مرحلة الشباب

### أندية لعب لها
- نادي أوغسبورغ

## المسيرة الاحترافية

### أندية لعب لها
- بايرن ميونخ
- نادي بشكتاش

## روابط خارجية
- ريمون أومان على موقع الاتحاد الدولي (مؤرشف)  (الإنجليزية)
- ريمون أومان على موقع اتحاد تركيا (لاعب) (الإنجليزية)
- ريمون أومان على موقع قاعدة بيانات كرة القدم.إي يو (الإنجليزية)
- ريمون أومان على موقع بيانات كرة القدم. دي إي (الألمانية)
- ريمون أومان على موقع ناشيونال فوتبول تيمز (الإنجليزية)
- ريمون أومان على موقع عالم كرة القدم.نت (الإنجليزية)